# Bistum Versailles
Das Bistum Versailles (lateinisch Dioecesis Versaliensis, französisch Diocèse de Versailles) ist ein Bistum der Römisch-katholischen Kirche in Frankreich mit Sitz in Versailles. Es untersteht dem Erzbistum Paris als Suffraganbistum.

## Geschichte
Mit der Neuordnung der kirchlichen Strukturen in Frankreich nach der Französischen Revolution durch das Konkordat von 1801 wurde das Bistum Versailles am 29. November 1801 aus Gebietsabtretungen des Erzbistums Paris und dem Territorium des mit gleichem Datum aufgehobenen Bistums Chartres errichtet. Die zuvor im Jahr 1790 entsprechend der Zivilverfassung des Klerus erfolgte Bildung einer nationalkirchlichen Diözese mit Sitz in Versailles war vom Papst nicht anerkannt worden. Das Bistum umfasste das Département Seine-et-Oise sowie bis 1822 auch das Département Eure-et-Loir. Zum ersten Bischof des Bistums wurde am 9. April 1802 Louis Charrier de La Roche ernannt. Der 1791 zum konstitutionellen Bischof Geweihte erhielt am 9. Mai 1802 die päpstliche Bestätigung und wurde am 27. Mai desselben Jahres in das Amt eingeführt. Charrier de La Roche bemühte sich um die Reorganisation der Seelsorge nach den Revolutionswirren, indem er die Pfarreien neu strukturierte und mit Priestern verschiedener Herkunft besetzte. Er gründete ein Priesterseminar und zwei Knabenseminare. Gegen die rückläufige kirchliche Praxis setzte er auf Gemeindemissionen. An Stelle des Sitzes der konstitutionellen Diözese, der Kirche Notre-Dame de Versailles, wurde die Kirche Saint-Louis zur Kathedrale erklärt. In dieser wurde Anfang Januar 1805 Papst Pius VII. empfangen, der sich anlässlich der Kaiserkrönung Napoleons in Paris aufhielt.
Mit der Wiedererrichtung des Bistums Chartres am 6. Oktober 1822 gab das Bistum Versailles die zugehörigen Gebiete ab. Eine Neuumschreibung der Diözesangrenzen nahm Papst Paul VI. am 9. Oktober 1966 vor. Mit der Errichtung der Bistümer Créteil, Nanterre, Saint-Denis, Corbeil und Pontoise verringerten sich die Anzahl der Pfarreien und der Gläubigen um etwa die Hälfte. Das Territorium des Bistums umfasst seither das Département Yvelines.
Bischof Éric Aumonier hielt in den Jahren 2010 und 2011 eine Diözesansynode mit der Orientierung auf Themen wie Nächstenliebe und Mission, Familie und Berufungen ab, die prägend für die Seelsorge der folgenden zehn Jahre sein sollte. Aumonier sorgte auch für die Wiedereröffnung des Priesterseminars und weihte in seiner Amtszeit 90 Priester und 35 ständige Diakone. Im Jahr 2014 beging das Bistum ein Festjahr zum 800. Geburtsjubiläum des heiligen Königs Ludwig IX., der in Poissy auf dem Gebiet des Bistums Versailles geboren wurde und Patron der Kathedrale ist.
Im Jahr 2017 gehörten etwa 917.000 Katholiken in 286 Pfarreien zum Bistum Versailles. Der Katholikenanteil an der Bevölkerung lag bei etwa 65 %.

## Bischöfe
- 1802–1827 Louis Charrier de La Roche
- 1827–1832 Jean-François-Etienne Borderies
- 1832–1844 Louis Blanquart de Bailleul, dann Erzbischof von Rouen
- 1844–1857 Jean-Nicaise Gros
- 1858–1877 Jean-Pierre Mabile
- 1877–1904 Pierre-Antoine-Paul Goux
- 1906–1931 Charles-Henri-Célestin Gibier
- 1931–1952 Benjamin-Octave Roland-Gosselin
- 1953–1967 Alexandre-Charles Renard, dann Erzbischof von Lyon und Kardinal
- 1967–1988 Louis Simonneaux
- 1988–2001 Jean-Charles Thomas
- 2001–2020 Éric Aumonier
- seit 2021 Luc Crépy CIM